# Белокуров, Владимир Викторович

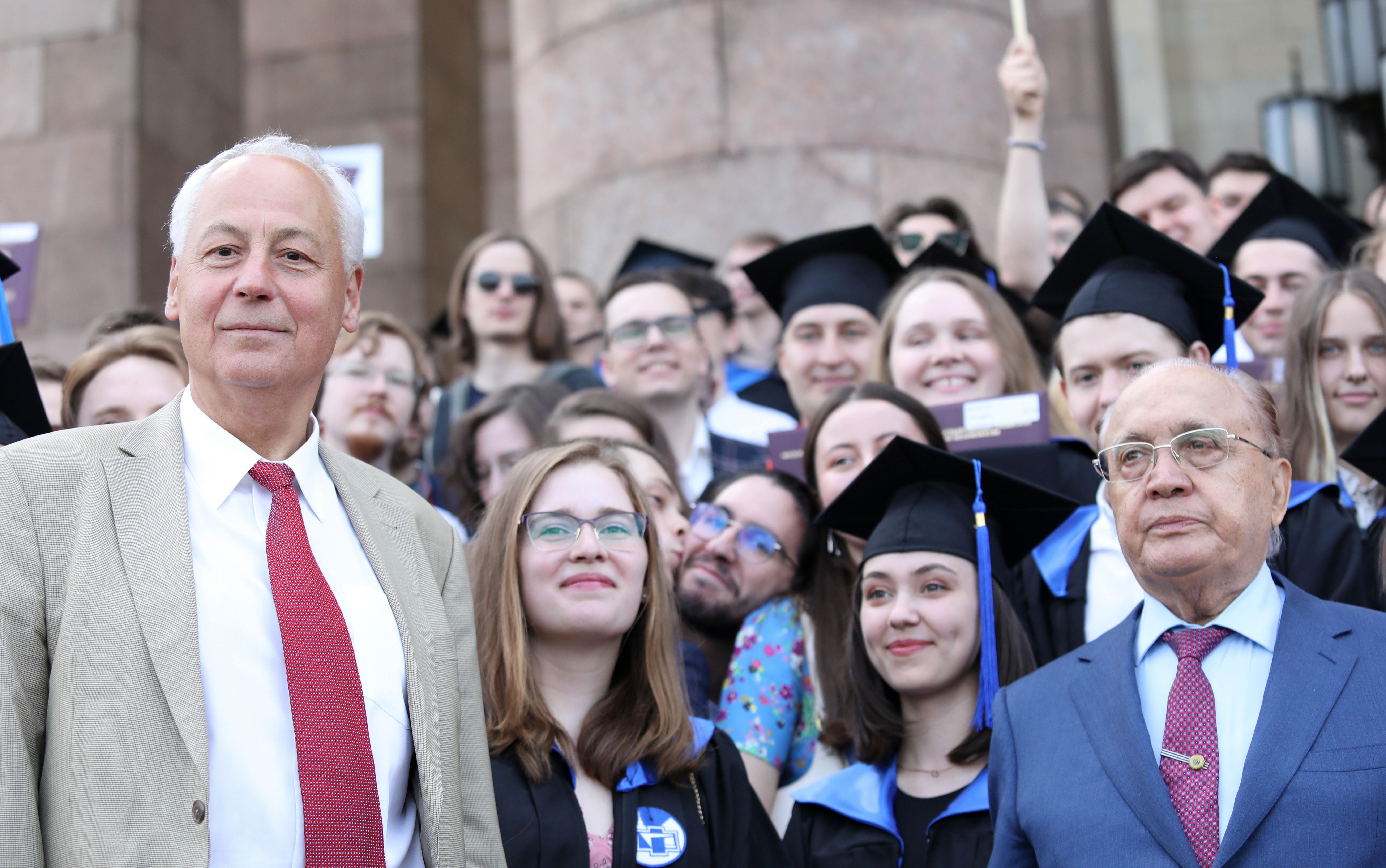
Владимир Белокуров (слева) и Виктор Садовничий

Владимир Викторович Белоку́ров (род. 7 сентября 1951, Москва) — советский, российский физик, специалист в области квантовой теории поля. Доктор физико-математических наук (1995), и. о. декана физического факультета МГУ имени М. В. Ломоносова (с 2022). Заслуженный работник высшей школы Российской Федерации (2024).

## Биография
Родился 7 сентября 1951 году в Москве.
В 1974 году окончил Физический факультет МГУ.
С 1974 по 1977 год — учёба в аспирантуре.
С 1977 года — работа в НИИЯФ МГУ: младший научный сотрудник, старший научный сотрудник, ведущий научный сотрудник.
В 1981 году защитил диссертацию на соискание учёной степени кандидата физико-математических наук. Тема — «Дважды логарифмические асимптотики вершинных функций квантовой теории поля».
В 1995 году защитил диссертацию на соискание учёной степени доктора физико-математических наук. Тема — «Структура расходимостей и свойства рядов теории возмущений в моделях квантовой теории поля».
Заместитель проректора по научной работе (1987—1992), советник ректора МГУ (1992–2001), проректор мгу, начальник Управления научной политики и организации научных исследований (2001—2010), и. о. проректора-начальника Управления анализа кадрового потенциала (2010—2012).
Профессор кафедры квантовой статистики и теории поля (1997–2008), профессор кафедры физики частиц и космологии (с 2008), и. о. декана физического факультета МГУ (с 01.12.2022).
Учёное звание — профессор.

## Область научных интересов
Математические проблемы квантовой теории поля, квантовые вычисления, квантовые коммуникации.
Профессором В. В. Белокуровым «разработаны принципиально новые подходы к теории возмущений в квантовой теории поля и теории суперструн; для задач квантовой механики, квантовой теории поля и статистической физики разработана новая теория возмущений со сходящимися рядами (в отличие от традиционной, оперирующей расходящимися асимптотическими разложениями), развит новый подход к обоснованию локальной квантовой теории поля как предела нелокальной».